# The Courier (film 2012)
The Courier è un film del 2012 diretto da Hany Abu-Assad. 
Pellicola direct-to-video statunitense diretta da un regista palestinese, distribuita da Well Go USA.

## Trama
Un corriere, incaricato solitamente di compiere missioni impossibili e pericolose, che è riuscito sempre a portare a termine i suoi compiti, viene contattato da Lispy, agente dell'FBI sotto copertura, che lo recluta per consegnare una misteriosa valigetta a un criminale noto nell'ambiente della malavita, Maxwell, ma che al momento nessuno riesce a trovare. Lispy non rivela la sua vera identità al corriere, che ben presto si ritrova al centro di un circolo vizioso, braccato da altri boss, poliziotti e federali corrotti.
Solo al termine dei giochi il corriere scoprirà molto di più sulla sua vita passata e che Maxwell è una sua vecchia conoscenza.